# Urodus pallidicostella
Urodus pallidicostella is een vlinder uit de familie van de Urodidae. De wetenschappelijke naam van de soort is voor het eerst geldig gepubliceerd in 1897 door Walsingham.